# Tampa
Tampa ist eine Stadt und zudem der County Seat des Hillsborough County im US-Bundesstaat Florida mit 384.959 Einwohnern (Stand: April 2020). Nach Jacksonville und Miami ist Tampa die drittgrößte Stadt Floridas. Die an der Tampa Bay gelegene Stadt ist Teil der Metropolitan Statistical Area (MSA) Tampa-St. Petersburg-Clearwater (kurz auch Tampa Bay Area) mit rund 3,0 Millionen Einwohnern.

## Geografie

### Geografische Lage
Tampa liegt an der Mündung des Hillsborough River in die Tampa Bay. Der südliche Teil der Stadt ragt als Halbinsel in die Bucht hinein. Die Bucht wird westlich der Halbinsel auch Old Tampa Bay, östlich davon Hillsborough Bay genannt. Die Davis Islands in der Hillsborough Bay bilden einen eigenen Stadtteil Tampas. Der Tampa Bypass Canal verläuft östlich um Tampa herum und verbindet den Hillsborough River mit der McKay Bay, die eine kleine Einbuchtung der Hillsborough Bay ist. Der offene Golf von Mexiko befindet sich rund 40 km südwestlich der Südspitze Tampas.
Gemäß dem United States Census Bureau besitzt die Stadt eine Fläche von rund 442 km² (170,6 mi²), davon sind rund 290 km² (112,1 mi²) Landmasse. Die höchste Erhebung im Stadtgebiet liegt bei 15 m (48 ft).
Orlando liegt 120 km, Jacksonville 300 km, Tallahassee 380 km und Miami 420 km von Tampa entfernt.

### Nachbargemeinden
Tampa grenzt im Osten an die Stadt Temple Terrace und bildet mit ihr einen gemeinsamen urbanen Raum. Im Westen, auf der anderen Seite der Tampa Bay, liegen die Städte Clearwater und St. Petersburg, mit denen die Stadt über mehrere Brücken verbunden ist. Außerdem grenzt Tampa an zahlreiche census-designated places.

### Stadtgliederung
Die Stadt ist in die sechs Stadtbezirke Downtown Tampa, New Tampa, West Tampa, East Tampa, North Tampa und South Tampa aufgeteilt. Diese wiederum bestehen aus zahlreichen Stadtteilen (sog. neighborhoods).

### Klima
Das Klima ist subtropisch geprägt und wird in der Klimaklassifikation nach Köppen mit Cfa angegeben. Die Sommer sind warm bis heiß mit einer hohen Luftfeuchte und höheren Niederschlägen als im Winter. Im Winter sind gelegentliche leichte Nachtfröste zu erwarten, treten jedoch nicht jedes Jahr auf. Schneefall ist sehr selten. Die mittleren Tageshöchstwerte liegen zwischen 21 und 32 °C, die Tiefstwerte zwischen 11 und 24 °C. Generell ist das Klima im Süden der Stadt wärmer und feuchter als im Norden. Die höchste jemals gemessene Temperatur lag am 5. Juni 1985 bei 37 °C, die tiefste Temperatur bei −8 °C am 13. Dezember 1962. Ein signifikanter Wintereinbruch ging 1899 mit größeren Schneemengen einher, die durch den lake effect verursacht wurden. Der letzte messbare Schnee (0,5 cm) fiel am 19. Januar 1977 in der Stadt.
Die Stadt wird aufgrund ihrer Lage während der Hurrikansaison von Juni bis November oft von tropischen Stürmen heimgesucht. Der letzte direkte „Treffer“ eines Hurrikans liegt jedoch lange zurück und datiert auf das Jahr 1921. Dies sollte sich 2004 nach den Vorhersagemodellen mit Hurrikan Charley ändern, jedoch drehte er kurz vor dem prognostizierten Landgang nach Osten ab und ging stattdessen weiter südlich bei Punta Gorda an Land. Die Evakuierungsmaßnahmen im Zusammenhang mit Charley waren die umfangreichsten in der Geschichte der Tampa Bay Area. In der Gegend fließen mehrere Flüsse ins Meer, das macht sie besonders anfällig für Überschwemmungen. Eine Studie der Weltbank stufte Küstenstädte im Jahr 2013 danach ein, wie sehr sie von Überschwemmungen bedroht sind. Tampa kam gemessen an der geschätzten Gesamtschadenssumme weltweit auf Platz 7.
|                       | Jan  | Feb  | Mär  | Apr  | Mai  | Jun   | Jul   | Aug   | Sep   | Okt  | Nov  | Dez  |   |         |
| Mittl. Tagesmax. (°C) | 21,0 | 21,9 | 24,8 | 27,6 | 30,7 | 31,9  | 32,3  | 32,3  | 31,7  | 29,1 | 25,4 | 22,3 | ⌀ | 27,6    |
| Mittl. Tagesmin. (°C) | 10,0 | 10,9 | 13,6 | 16,0 | 19,7 | 22,7  | 23,6  | 23,6  | 22,7  | 18,4 | 14,0 | 11,3 | ⌀ | 17,2    |
|                       |      |      |      |      |      |       |       |       |       |      |      |      |   |         |
| Niederschlag (mm)     | 50,5 | 78,2 | 76,5 | 29,2 | 78,7 | 139,2 | 167,1 | 193,3 | 151,9 | 51,3 | 45,0 | 54,6 | Σ | 1.115,5 |
|                       |      |      |      |      |      |       |       |       |       |      |      |      |   |         |
| Sonnenstunden (h/d)   | 6,4  | 7,2  | 8,6  | 10,0 | 10,1 | 9,3   | 8,6   | 8,0   | 7,4   | 7,5  | 6,7  | 6,2  | ⌀ | 8       |
|                       |      |      |      |      |      |       |       |       |       |      |      |      |   |         |
| Regentage (d)         | 5,1  | 5,8  | 5,1  | 3,0  | 5,1  | 10,0  | 12,5  | 14,2  | 9,7   | 4,6  | 4,2  | 5,0  | Σ | 84,3    |
|                       |      |      |      |      |      |       |       |       |       |      |      |      |   |         |
| Wassertemperatur (°C) | 21   | 20   | 21   | 23   | 25   | 27    | 28    | 29    | 28    | 26   | 24   | 22   | ⌀ | 24,5    |
|                       |      |      |      |      |      |       |       |       |       |      |      |      |   |         |
| Luftfeuchtigkeit (%)  | 75   | 73   | 72   | 69   | 70   | 74    | 77    | 78    | 78    | 74   | 75   | 75   | ⌀ | 74,2    |

| 10,0 |

| 10,9 |

| 13,6 |

| 16,0 |

| 19,7 |

| 22,7 |

| 23,6 |

| 23,6 |

| 22,7 |

| 18,4 |

| 14,0 |

| 11,3 |

| 10,0 |

| 10,9 |

| 13,6 |

| 16,0 |

| 19,7 |

| 22,7 |

| 23,6 |

| 23,6 |

| 22,7 |

| 18,4 |

| 14,0 |

| 11,3 |

## Geschichte

### Name
Der Name Tampa taucht in der Sprache des indigenen Volkes der Calusa auf, die sich südlich der Tampa Bay angesiedelt hatten. Er bedeutete ursprünglich so viel wie Feuerstäbe und bezieht sich dabei wohl auf die in den Sommermonaten häufig auftretenden Gewitter in der Region. Nach dem Sprachforscher George R. Stewart geht der Stadtname auf ein Missverständnis zwischen Indianern und Spaniern zurück. Der Ort wurde von den Ureinwohnern „itimpi“ genannt, was schlicht so viel wie „nahe bei“ bedeutet. Er wurde vom Spanier Hernando de Escalante Fontaneda, der 17 Jahre lang von den Indianern gefangen gehalten wurde, 1575 in seinen Erinnerungen als „Tanpa“ erwähnt und als wichtige Stadt der Calusa beschrieben. Der Archäologe Jerald T. Milanich vermutet den Standort der früheren indigenen Stadt jedoch weiter südlich im Charlotte Harbor und nimmt an, eine spätere spanische Expedition habe auf ihrer Schiffsreise entlang der Küste diese Bucht nicht bemerkt und schließlich die Tampa Bay für die von Fontaneda beschriebene Bucht gehalten. Kartographen verwendeten die Begriffe Bay oder Bahia Tampa frühestens seit 1695.

### Frühe Jahre

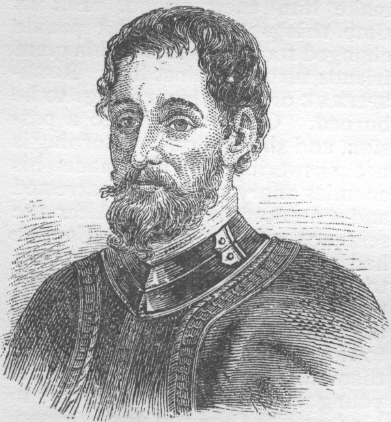
Hernando de Soto

Viel ist über die Geschichte der Gegend vor dem ersten Kontakt mit Europäern nicht bekannt. Als erstmals spanische Entdecker in den 1520er Jahren eintrafen, fanden sie eine Reihe von Siedlungen des Tocobaga-Stammes im Gebiet des heutigen Pinellas County und Tampa in der nördlichen Tampa Bay sowie mehrere Dörfer der Calusa im heutigen Gebiet des Manatee County im südlichen Bereich der Bucht vor. Angeführt von den Entdeckern Pánfilo de Narváez und Hernando de Soto begaben sich mehrere Expeditionen auf die Suche nach Gold sowie der Möglichkeit, dauerhafte spanische Siedlungen einzurichten. Versuche der Einwanderer, sesshaft zu werden und die einheimische Bevölkerung zu missionieren, wurden von dieser zurückgewiesen und bekämpft. Gegen die von den Spaniern eingeschleppten Krankheiten fanden die Indianer jedoch keine Mittel. So starben jegliche indigene Kulturen Floridas in den folgenden Jahren vollständig aus. Da auch die Spanier aufgrund ungünstiger Bedingungen keine Lebensgrundlage hatten, blieb die Gegend für mehr als 200 Jahre unbevölkert.
Mitte des 18. Jahrhunderts wurden durch die Gründung amerikanischer Kolonien durch die Engländer die einheimischen Seminolen in den Norden Floridas zurückgedrängt. Zu dieser Zeit lebten in der Gegend um die Tampa Bay nur wenige einheimische Fischer sowie eingewanderte Kubaner. Sie wohnten in einem Dorf, das sich im heutigen Stadtgebiet Tampas am Bayshore Boulevard befand. 1821 traten die Spanier mit dem 1819 abgeschlossenen, sogenannten Adams-Onís-Vertrag Florida an die Vereinigten Staaten ab, die daraufhin das Florida-Territorium einrichteten.
Die US-Regierung errichtete nach 1821 im Territorium eine Vielzahl von Festungen und Handelsposten, die die Kontrolle über das weitestgehend noch durch Wildnis und Gesetzlosigkeit beherrschte Gebiet sicherstellen sollte. Eine Festung hiervon war unter anderem auch Fort Brooke, die 1824 unter Führung von George Mercer Brooke und James Gadsden an der Mündung des Hillsborough River in die Tampa Bay errichtet wurde. An ihrer Stelle steht heute das Tampa Convention Center im Stadtzentrum von Tampa. Nachdem 1835 der Zweite Seminolenkrieg aufbrandete, floh praktisch die gesamte Bevölkerung aus der Region. Erst knapp sieben Jahre später konnten nach der Niederlage der Indianer die ersten Siedler zurückkehren.

### Gründung von Tampa und Bürgerkrieg

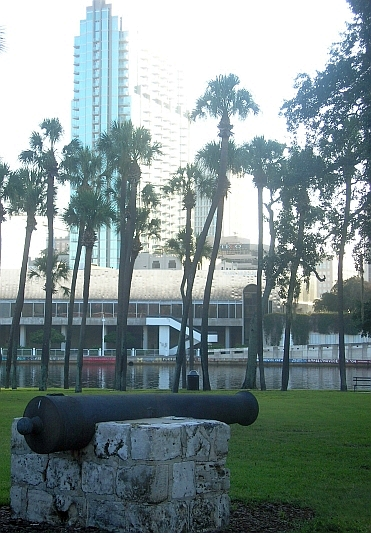
Kanonen auf dem Campus der University of Tampa

Am 3. März 1845 wurde Florida zum 27. Bundesstaat der Vereinigten Staaten erklärt. Knapp vier Jahre später wurde Tampa am 18. Januar 1849 mit 185 Einwohnern (ohne die Militärkräfte der Festung) offiziell als Village gegründet. Bei der ersten Volkszählung Tampas im nachfolgenden Jahr wurden inklusive Militärpersonal insgesamt 974 Einwohner gezählt. Am 15. Dezember 1855 wurde Tampa zur City hochgestuft und 1856 der Richter Joseph B. Lancaster zum ersten Bürgermeister der Stadt ernannt.
Im Januar 1862 wurde nach Ausbruch des Sezessionskrieges in Tampa der Ausnahmezustand erklärt. Florida wurde als Südstaat Teil der Konföderierten Staaten von Amerika. Tampa diente während des Krieges als Lager für konföderierte Truppen. Die zivile Verwaltung der Stadt wurde bis Kriegsende eingestellt. Die Schiffsflotte der Union blockierte den Zugang zur Tampa Bay, sodass die Stadt von der militärischen und zivilen Versorgung über den Wasserweg abgeschnitten wurde. Der Versuch der Konföderation, die Blockade zu durchbrechen, mündete in der Schlacht von Tampa vom 30. Juni und 1. Juli 1862, die jedoch kein Ergebnis einbrachte. Später unterlag die Konföderation in der Schlacht von Fort Brooke vom 17. und 18. Oktober 1863, als Festung und Stadt von Schiffen und Landtruppen der Union bombardiert und zahlreiche Schiffe versenkt wurden. Der Krieg endete schließlich im April 1865. Im Mai trafen Truppen der Union ein, die als Teil der Reconstruction bis August 1869 die Stadt besetzten. Bereits am 25. Juni 1868 wurde Florida wieder in die Union eingegliedert.
Die Zeit der Reconstruction wirkte sich gravierend auf die Region um Tampa aus, da die im Vergleich zur Ostküste Floridas ohnehin nur geringe Wirtschaftskraft deutlich geschwächt wurde. Zusätzlich sorgten mehrere Gelbfieber-Epidemien, verursacht durch Moskitos der Sümpfe Zentralfloridas, für einen markanten Bevölkerungsrückgang in der Gegend. 1869 stimmten die Bewohner Tampas für die Auflösung der Stadtregierung, und bei den Volkszählungen der Jahre 1870 und 1880 sank die Einwohnerzahl auf 796 bzw. weiter auf 720 Menschen. Die Festung Fort Brooke hatte mittlerweile ihren Zweck verloren und wurde 1883 aufgegeben. Bis auf zwei auf dem Campus der University of Tampa ausgestellte Kanonen sind keine Überreste der Festung mehr zu finden.

### Aufschwung und Wohlstand
Die Entdeckung von Phosphatvorkommen im Bone Valley südöstlich der Stadt sorgten für einen abrupten Aufschwung der Wirtschaft Tampas. Der Rohstoff, der unter anderem zur Herstellung von Düngemittel verwendet wird, stellt auch heute noch ein wichtiges Exportgut der Region dar. Weiterer Wohlstand wurde der Stadt zuteil, als sie durch den Pionier Henry B. Plant mit der Eröffnung der South Florida Railroad von hier über Orlando nach Sanford im Jahr 1884 Anschluss an das Eisenbahnnetz erhielt. Neben dem verbesserten Austausch von Wirtschaftsgütern wurde Tampa durch die Eisenbahn erstmals auch touristisch erschlossen. 1890 wurde Tampa auch von der Florida Railroad erreicht. 1906 wurde durch die Tampa Northern Railroad eine Bahnstrecke von Tampa nach Brooksville eröffnet, die 1912 von der Seaboard Air Line Railroad aufgekauft wurde. 1919 wurde durch die Tampa Southern Railway, einer Tochtergesellschaft der Atlantic Coast Line Railroad, eine weitere Bahnstrecke von Tampa nach Palmetto errichtet, die 1920 bis Bradenton verlängert wurde.
Im Jahr 1885 ließ sich unter anderem der Zigarrenfabrikant Vicente Martinez Ybor nieder, der seinen Firmensitz aufgrund besserer Verkehrsverbindungen zwischen Kuba und dem amerikanischen Festland von Key West hierher verlegte. Zum damaligen Zeitpunkt besaß Tampa knapp 5.000 Einwohner. Auf Initiative von Ybor wurde das Arbeiterviertel Ybor City angelegt, das Wohnraum für tausende seiner Beschäftigten sowie Kaufleute und deren Familien bot. Bis 1900 wohnten alleine hier rund 10.000 Einwohner. Am 15. Juli 1887 wurde die Stadt aufgrund steigender Einwohnerzahlen erneut zur City erhoben. 1895 wurde außerdem die zumeist von Kubanern bewohnte Stadt West Tampa gegründet, die 1925 nach Tampa eingemeindet wurde. Mit etwa 500.000.000 Stück wurden in Ybor City und West Tampa im Jahr 1929 die meisten Zigarren hergestellt. Während dieser Zeit des Booms seit der Jahrhundertwende wurde Tampa zu einer der größten Städte Floridas und zur inoffiziellen „Cigar Capital of the World“ ernannt.

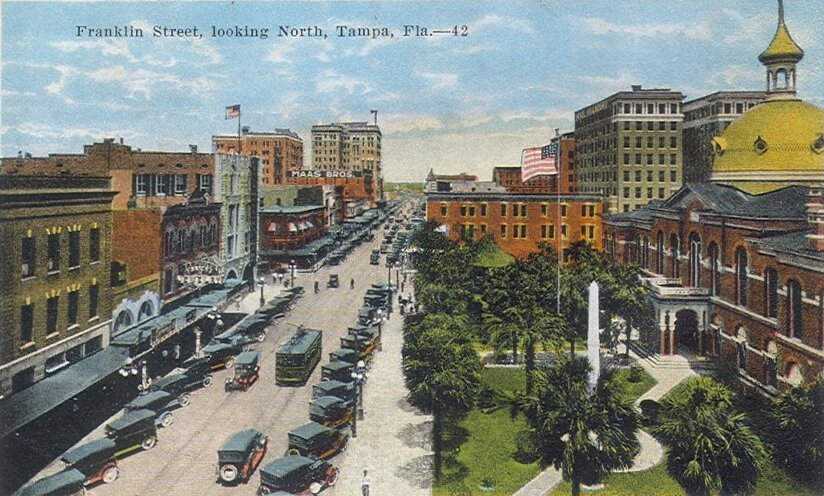
Stadtansicht um 1920

1891 erbaute Henry B. Plant mit dem Tampa Bay Hotel ein großzügiges Hotel zu Gesamtkosten von rund 2,5 Millionen USD. Das in orientalisierender Architektur erbaute Gebäude verfügte über einen beheizbaren Pool im Inneren, über den ersten Fahrstuhl der Stadt sowie über mehr als 500 Zimmer, die alle mit Telefon und elektrischem Licht ausgestattet waren. Das Gebäude dient heute als Museum und wird als National Historic Landmark geführt.
Während des Spanisch-Amerikanischen Krieges im Jahr 1898 war der Hafen von Tampa eine wichtige Verladestation amerikanischer Truppen und Kriegsgüter auf dem Weg nach Kuba. Die bis zu 30.000 von hier verschifften Soldaten brachten der Stadt einen erneuten wirtschaftlichen Schub.
Tampa war um 1900 auch die Geburtsstätte des illegalen Lotteriespiels Bolita, das in der Arbeiterklasse sehr beliebt war und dank großzügiger Bestechungsgelder an die lokale Politik inoffiziell geduldet wurde. Es wurde von Santo Trafficante, Sr. und dessen Sohn kontrolliert, die einem Arm der amerikanischen Mafia zugeordnet wurden. Erst durch die Kefauver-Hearings im Jahr 1950 fand die organisierte Kriminalität in Tampa ihr endgültiges Ende.

### Seit Mitte des 20. Jahrhunderts
Bereits 1928 wurde westlich der Stadt der Flugplatz Drew Field eröffnet, der während des Zweiten Weltkriegs von den Army Air Forces übernommen und modernisiert wurde. 1950 wurde der Flugplatz nach Aufnahme des zivilen Luftverkehrs in Tampa International Airport umbenannt. Auf der Halbinsel im Süden der Stadt wurde mit Beginn des Weltkrieges das MacDill Field eröffnet. Es diente als Basis für Flugzeuge des Army Air Corps und später der Army Air Forces. Die Anlage besaß unter anderem mit den heutigen Flughäfen Tampa und St. Petersburg-Clearwater zwei Nebenflugplätze, deren militärischer Zweck sich nach dem Krieg jedoch erübrigt hatte. Mit der Errichtung der unabhängigen Air Force wurde das Flugfeld in MacDill Air Force Base umbenannt.

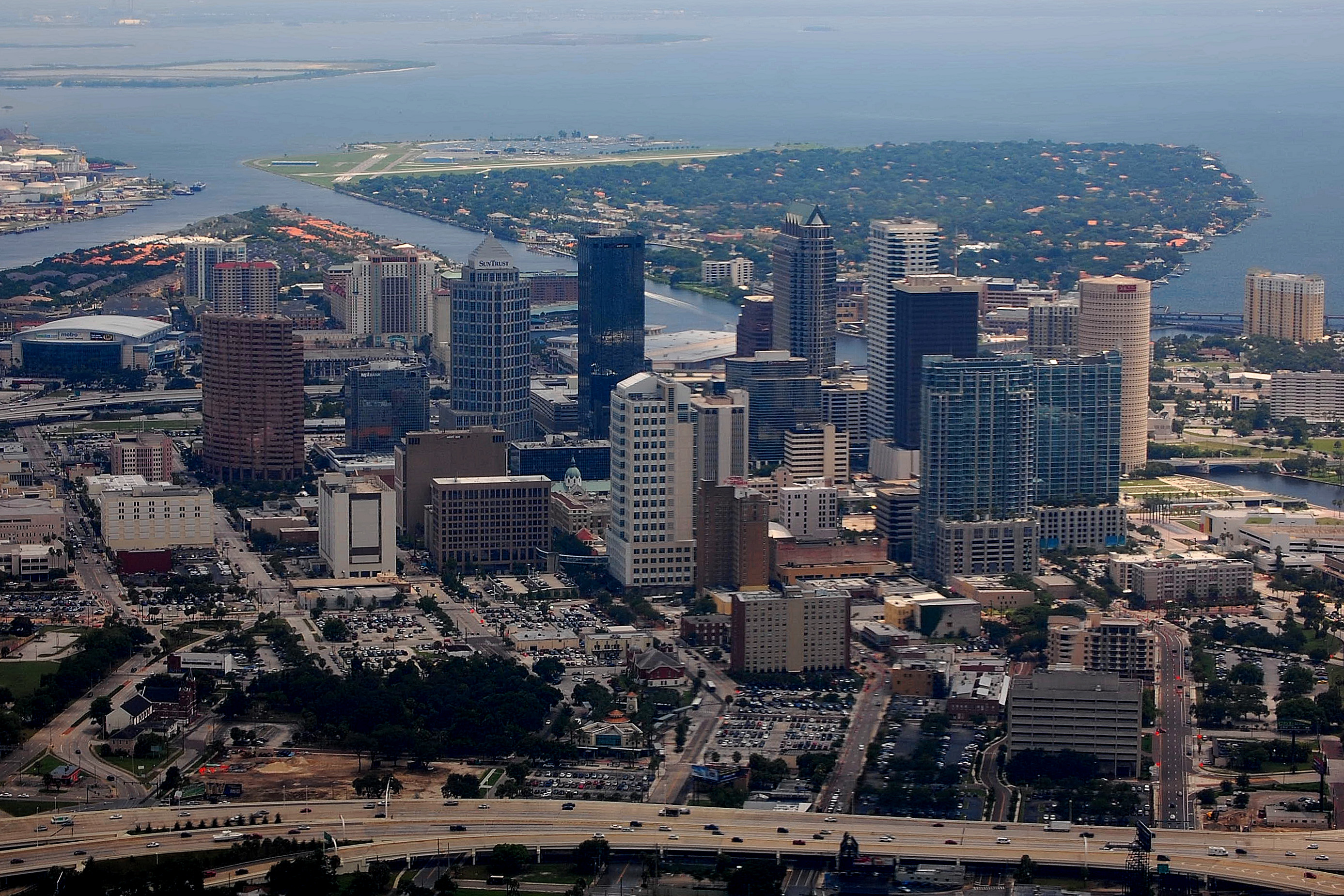
Heutiges Stadtzentrum von Tampa

In den 1950er Jahren erfuhr Tampa ein nie dagewesenes Bevölkerungswachstum, was insbesondere zu einem enormen Ausbau der Infrastruktur führte. In dieses Jahrzehnt fiel unter anderem auch die Eröffnung des Lowry Park Zoo (1957) und der Busch Gardens (1959). 1956 wurde im Stadtteil North Tampa die University of South Florida eröffnet, die viele neue Arbeitsplätze entstehen ließ. Viele Firmen und Einrichtungen zogen im Laufe der Zeit von ihrem traditionellen Standort im Stadtzentrum in weiter außerhalb gelegene Bezirke um.
Von 1967 bis 1973 wurden insgesamt fünf Versuche unternommen, die Stadtverwaltung von Tampa mit der Verwaltung des Hillsborough County zusammenzulegen. Diese scheiterten jedoch alle an der Wahlurne. Bei der letzten Entscheidung stimmten 33.160 (31 %) der wahlberechtigten Einwohner für und 73.568 (69 %) gegen diese Reform.
Zuletzt wurde das Stadtgebiet 1988 durch die Erschließung eines zuvor ländlich geprägten Gebietes zwischen den Interstates 75 und 275 nördlich von Tampa um etwa 62 km² erweitert, das zum Bezirk New Tampa ernannt wurde.
Vom 27. bis 30. August 2012 fand im Tampa Bay Times Forum in Tampa die 40. Versammlung der Republikanischen Partei zur Nominierung ihres Präsidentschaftskandidaten statt, aus welcher Mitt Romney als Sieger hervorging.

### Religionen

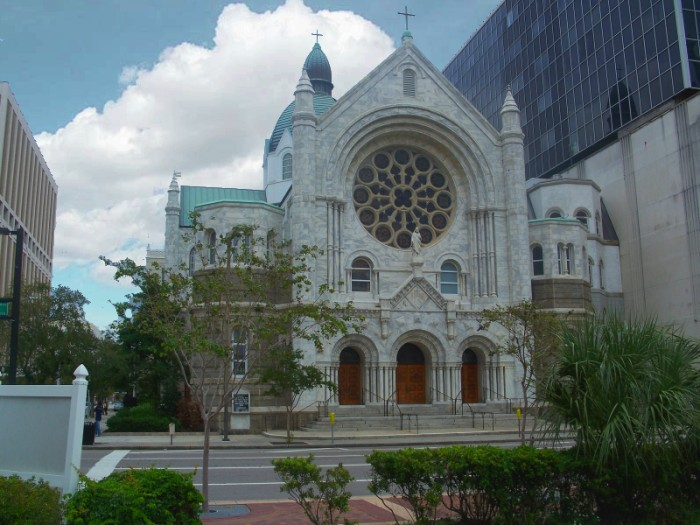
Sacred Heart Church in Tampa

Eine erste Methodistengemeinde wurde bereits 1846 in Tampa gegründet. Zu den bedeutendsten Kirchengebäuden der Stadt zählt unter anderem die 1905 im Stile der Neuromanik errichtete Sacred Heart Catholic Church mit von der Münchner Mayer’schen Hofkunstanstalt gelieferter Glasmalerei. Weitere Kirchen in Tampa sind die St. James House of Prayer Episcopal Church (gelistet im NRHP) und die African Methodist Episcopal Church, die unter anderem von Martin Luther King und Bill Clinton besucht wurde.
Weitere christliche Denominationen in Tampa sind der Presbyterianismus, die Lutheraner, die Christian Science, die Church of God, die United Church of Christ, die Unabhängige Philippinische Kirche, die Metropolitan Community Church, die Siebenten-Tags-Adventisten, Orthodoxe Kirchen, die Anglikaner, die Quäker, die Zeugen Jehovas und die Kirche Jesu Christi der Heiligen der Letzten Tage.
Außerdem besitzt Tampa mehrere Synagogen, Moscheen, einen buddhistischen Tempel sowie einen thai-buddhistischen Wat. Anhänger der Scientology-Kirche finden sich im benachbarten Clearwater zusammen.

### Demographische Daten
Laut der Volkszählung 2010 verteilten sich die damaligen 335.709 Einwohner auf 157.130 Haushalte. Die Bevölkerungsdichte lag bei 1156,4 Einw./km². 62,9 % der Bevölkerung bezeichneten sich als Weiße, 26,4 % als Afroamerikaner, 0,4 % als Indianer und 3,4 % als Asian Americans. 3,9 % gaben die Angehörigkeit zu einer anderen Ethnie und 3,2 % zu mehreren Ethnien an. 23,1 % der Bevölkerung bestand aus Hispanics oder Latinos.
Im Jahr 2010 lebten in 30,0 % aller Haushalte Kinder unter 18 Jahren sowie 21,0 % aller Haushalte Personen mit mindestens 65 Jahren. 55,7 % der Haushalte waren Familienhaushalte (bestehend aus verheirateten Paaren mit oder ohne Nachkommen bzw. einem Elternteil mit Nachkomme). Die durchschnittliche Größe eines Haushalts lag bei 2,38 Personen und die durchschnittliche Familiengröße bei 3,10 Personen.
26,6 % der Bevölkerung waren jünger als 20 Jahre, 31,0 % waren 20 bis 39 Jahre alt, 26,9 % waren 40 bis 59 Jahre alt und 15,7 % waren mindestens 60 Jahre alt. Das mittlere Alter betrug 35 Jahre. 48,9 % der Bevölkerung waren männlich und 51,1 % weiblich.
Das durchschnittliche Jahreseinkommen lag bei 43.957 $, dabei lebten 19,2 % der Bevölkerung unter der Armutsgrenze.
Im Jahr 2000 war Englisch die Muttersprache von 77,43 % der Bevölkerung, spanisch sprachen 17,77 % und 4,80 % hatten eine andere Muttersprache.

## Politik

### Bürgermeister
Bürgermeisterin ist seit dem 1. Mai 2019 die Demokratin Jane Castor. Sie löste den ebenfalls den Demokraten angehörenden Bob Buckhorn ab, der wegen einer Amtszeitbeschränkung nicht erneut kandidieren durfte.

### Städtepartnerschaften
Tampa hat Städtepartnerschaften mit
| - – Córdoba, Argentinien - – Barranquilla, Kolumbien - – Le Havre, Frankreich - – Aschdod, Israel - – Agrigent, Italien | - – Veracruz, Mexiko - – Boca del Río, Mexiko - – Granada, Nicaragua - – Oviedo, Spanien - – Izmir, Türkei |

## Kultur und Sehenswürdigkeiten

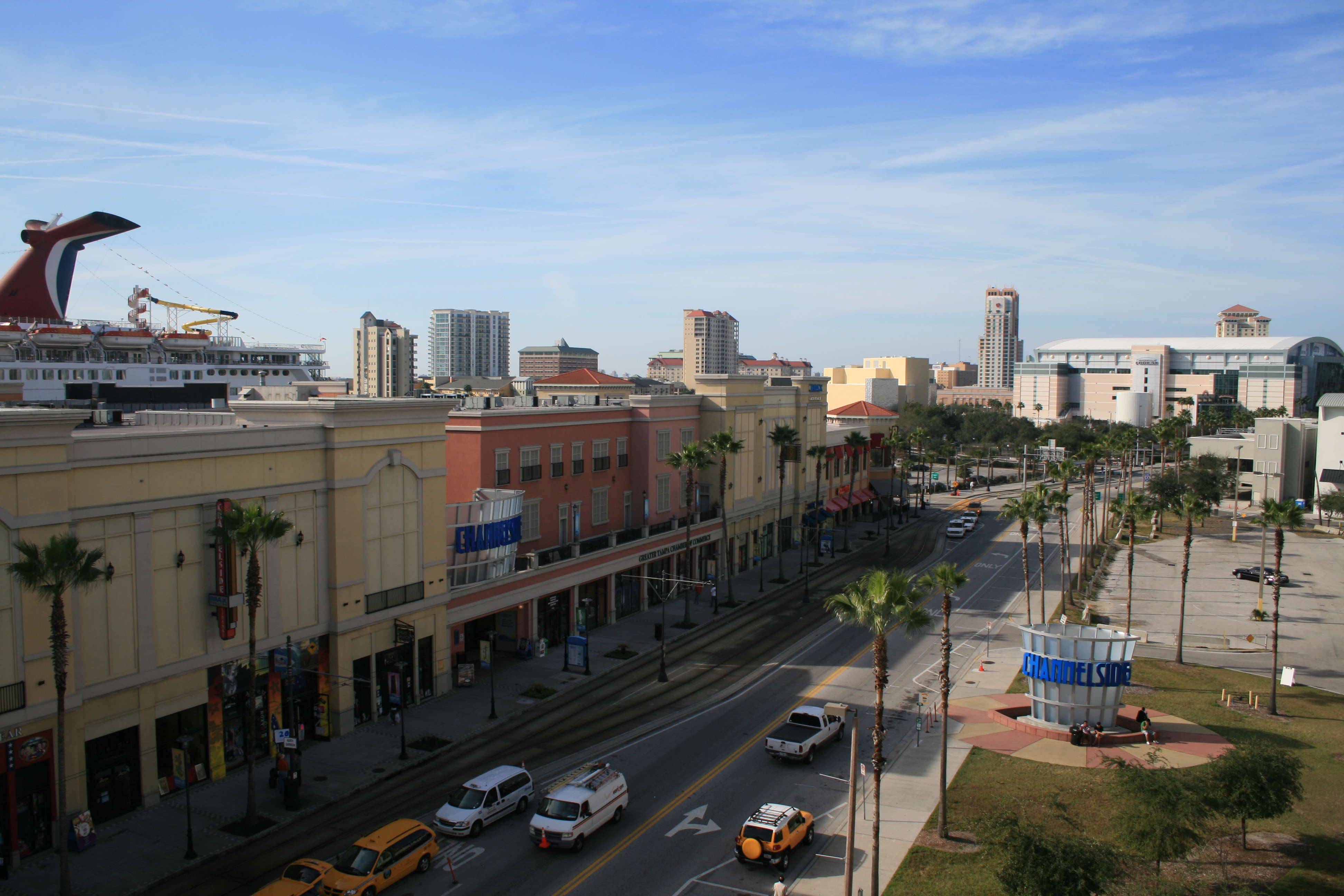
Channel District

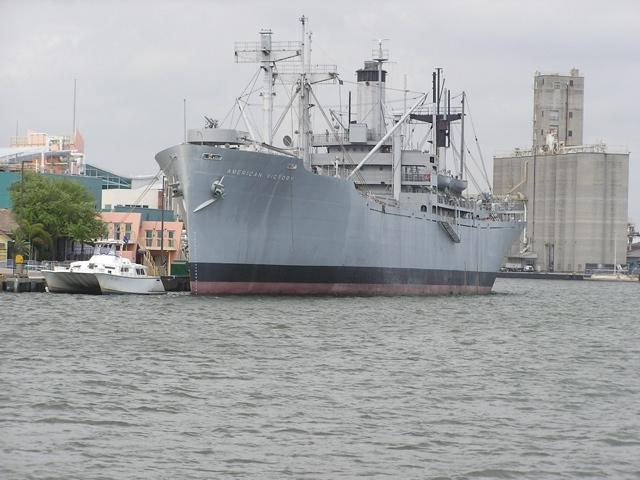
S.S. American Victory

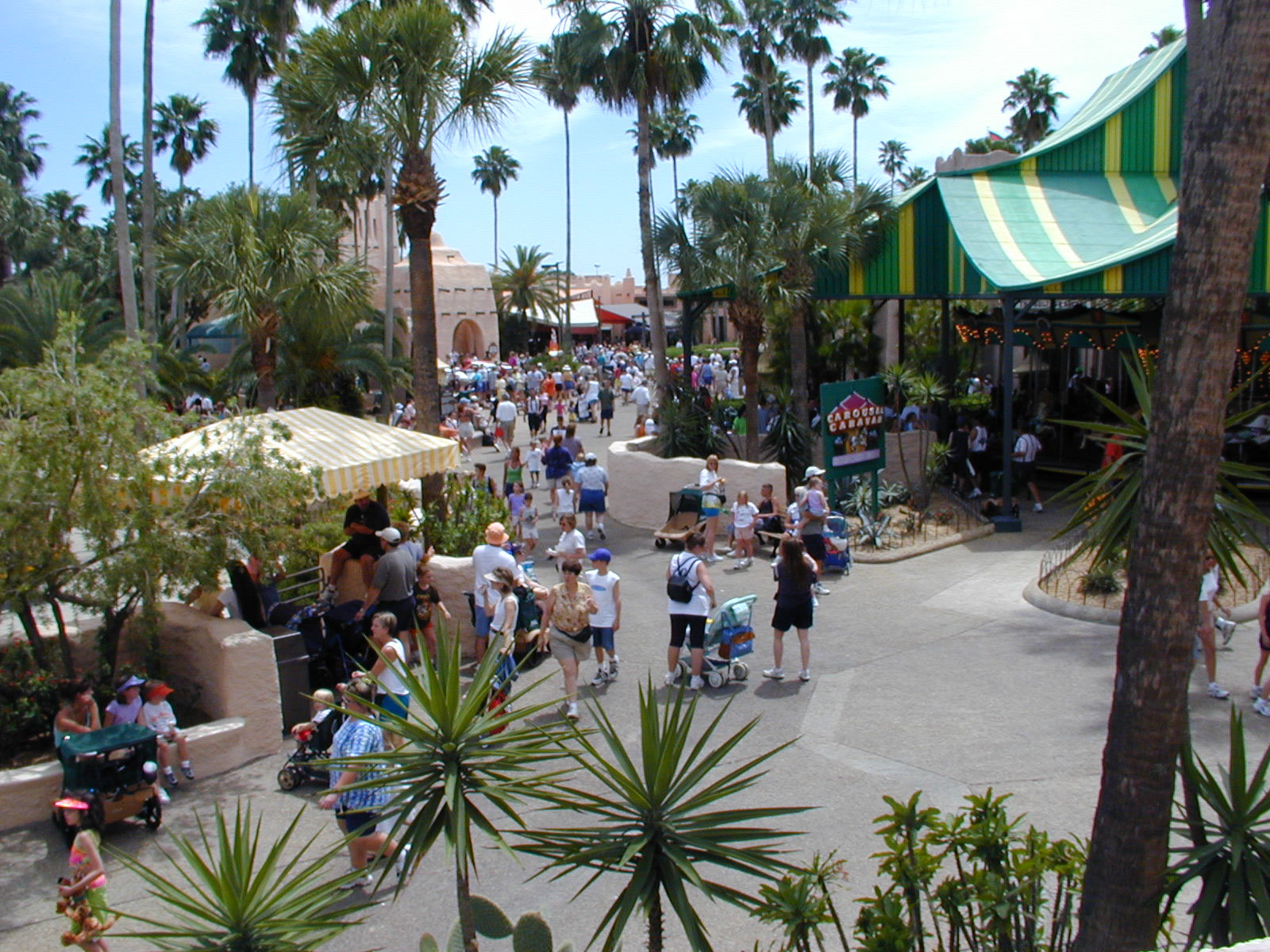
Busch Gardens Tampa

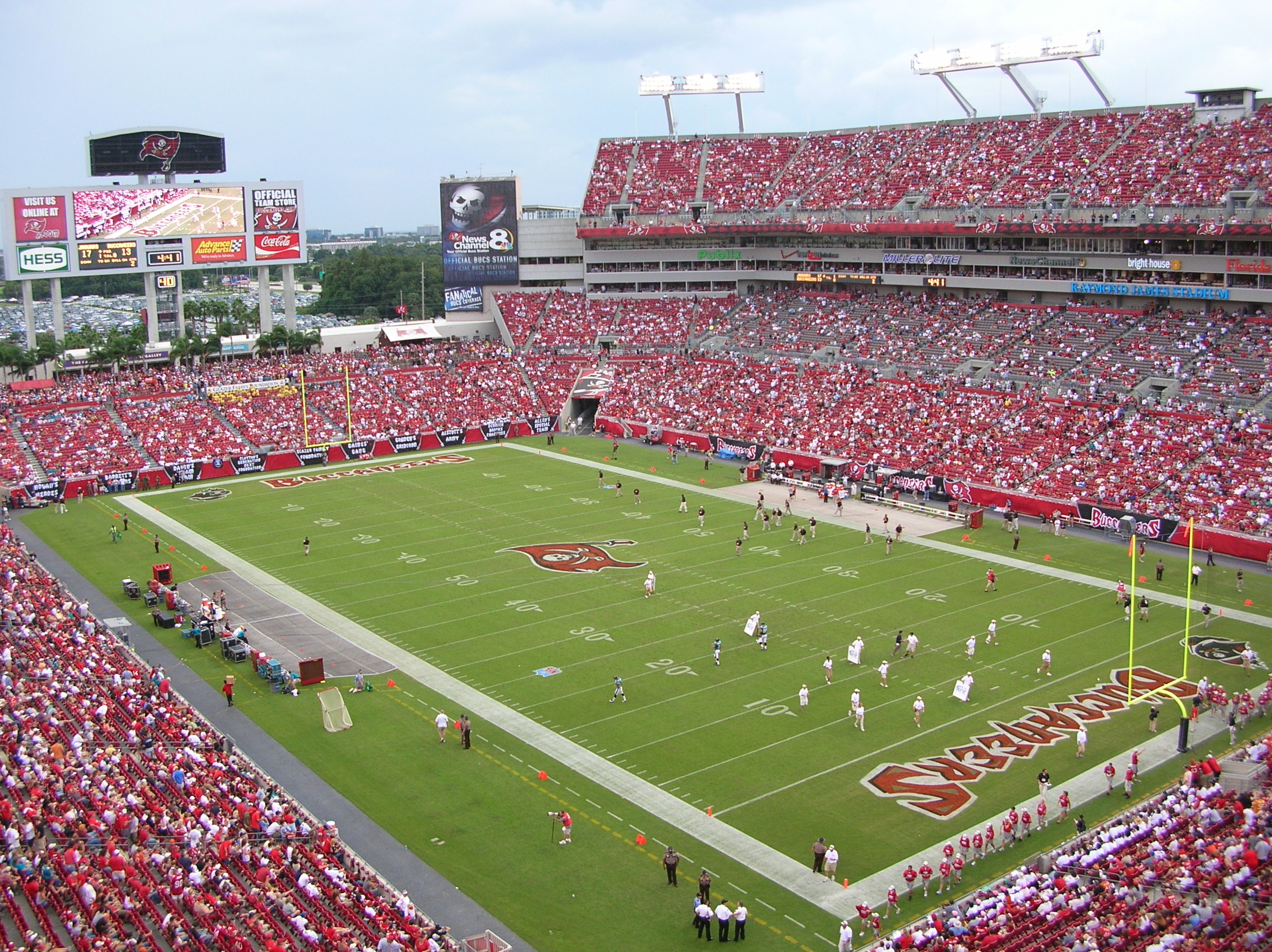
Raymond James Stadium

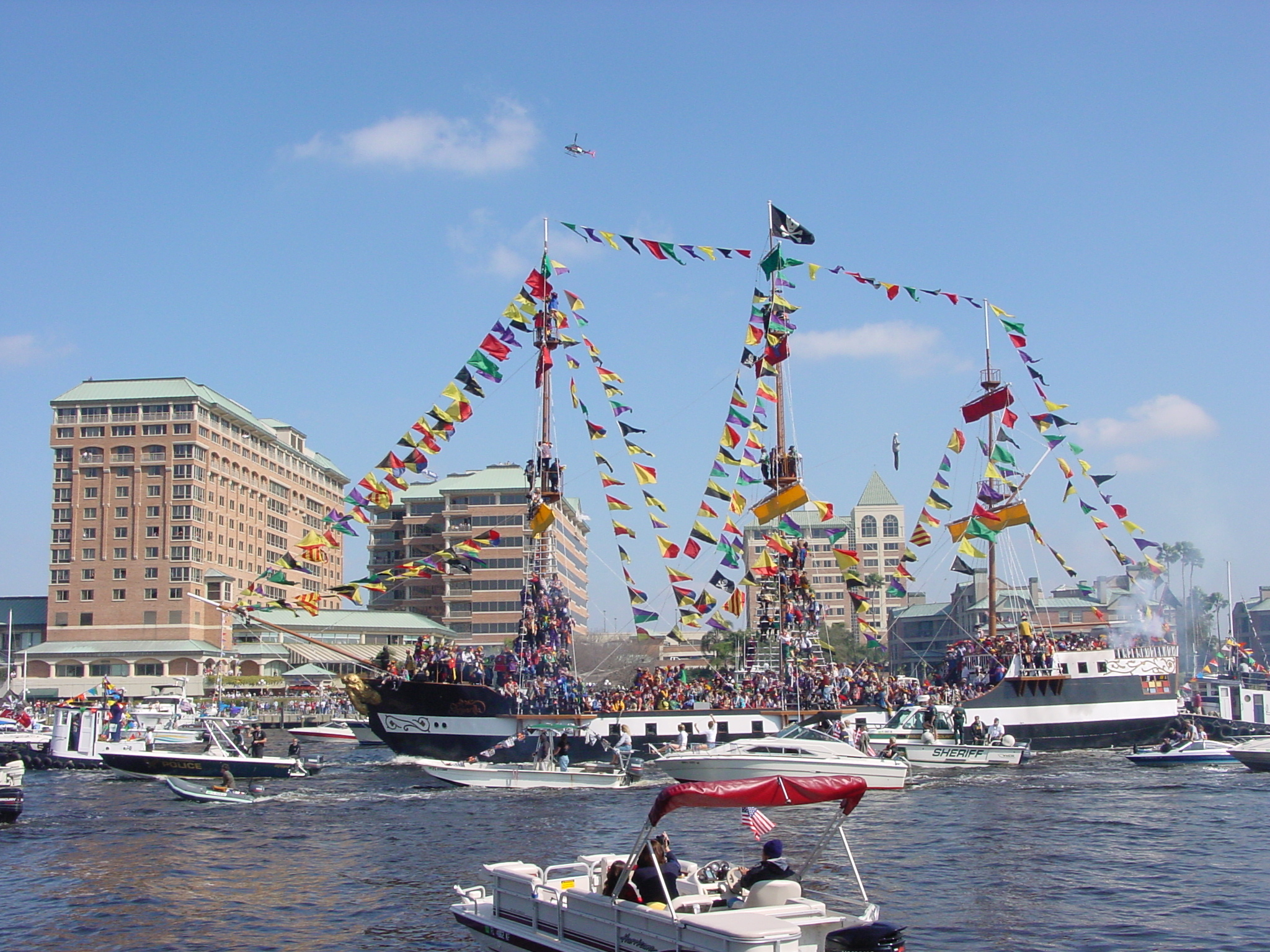
Gasparilla Pirate Festival

Beliebte Nacht- und Ausgehviertel von Tampa sind der Channel District, Ybor City, SoHo und die International Plaza and Bay Street. Bekannt ist unter anderem das Hotel und Casino Seminole Hard Rock. In der Zeitschrift Maxim wird Tampa auf Platz sechs der besten Partystädte der Vereinigten Staaten geführt.

### Musik und Theater
In Tampa sind mit dem The David A. Straz Jr. Center for the Performing Arts, dem Tampa Theatre, dem Gorilla Theatre und dem 1-800-ASK-GARY Amphitheatre mehrere Theaterbühnen beheimatet. Außerdem gibt es das The Florida Orchestra, die Opera Tampa, das Jobsite Theater, das The Master Chorale of Tampa Bay, das Stageworks Theatre, das Spanish Lyric Theater und die Tampa Bay Symphony.
Tampa ist für die Musikrichtung Death Metal bedeutend, aber auch Künstler anderer Stilrichtungen sind dort ansässig. Aus der Stadt stammen u. a. die Bands Morbid Angel, Six Feet Under, Death, Cynic, Kamelot, Obituary, Monstrosity, Underoath, Brutality und Savatage.

### Museen
Zu den Museen in Tampa gehören unter anderem das Museum of Science and Industry, das Tampa Museum of Art, das USF Contemporary Art Museum, das Tampa Bay History Center, das Tampa Firefighters Museum, das Henry B. Plant Museum und der Ybor City Museum State Park. Am Ufer des Channel District hat die S.S. American Victory, ein ehemaliges Victory-Schiff des Zweiten Weltkrieges, dauerhaft festgemacht und dient heute als Museumsschiff.

### Bauwerke

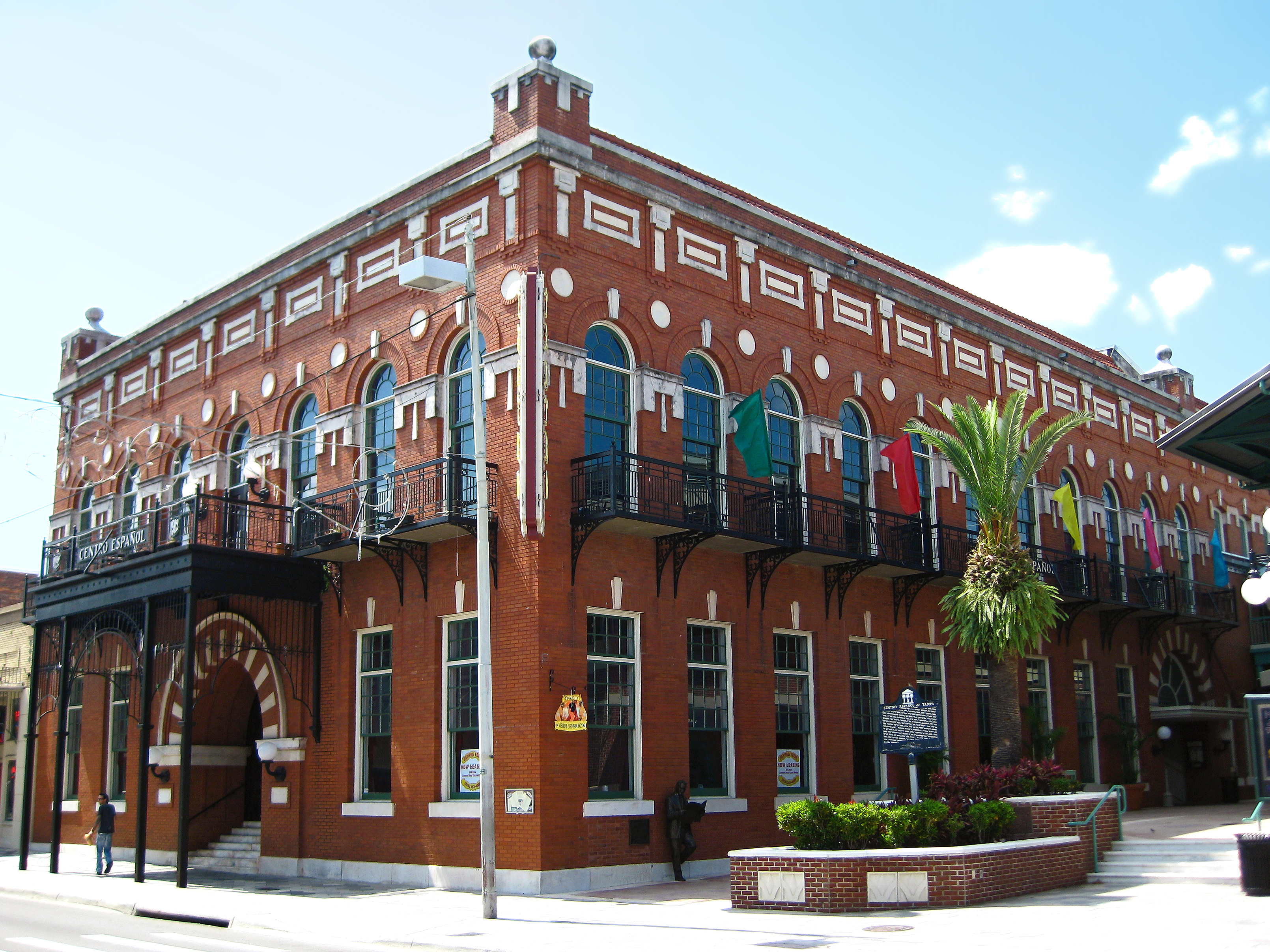
Das El Centro Español de Tampa gilt seit Juni 1988 als ein National Historic Landmark.

78 Bauwerke und Stätten in der Stadt sind insgesamt im National Register of Historic Places (NRHP) eingetragen (Stand 16. Oktober 2020), wobei das Tampa Bay Hotel, der Ybor City Historic District und das El Centro Español de Tampa den Status von National Historic Landmarks haben.

### Parks
In Tampa befindet sich der Freizeitpark Busch Gardens sowie der Wasserpark Adventure Island. Zu den Parks im Stadtgebiet von Tampa gehören zudem der Lettuce Lake Park, der Rowlett Park, das Al Lopez Field und der Ballast Point Park.

### Sport
Tampa wird in den drei Ligen NFL, NHL und MLB durch professionelle Sportmannschaften vertreten. Das American-Football-Team Tampa Bay Buccaneers sowie das Eishockeyteam Tampa Bay Lightning sind dabei direkt in Tampa beheimatet, während das Baseballteam Tampa Bay Rays aus dem nahe gelegenen Saint Petersburg stammt. Das nächstgelegene in der NBA spielende Basketballteam sind die Orlando Magic aus Orlando. Des Weiteren waren die Tampa Bay Storm in der Arena Football League beheimatet.
Die Tampa Bay Buccaneers tragen ihre Heimspiele im Raymond James Stadium aus, die Tampa Bay Lightning spielen in der Amalie Arena und das Heimstadion der Tampa Bay Rays ist das Tropicana Field.
Tampa war die Austragungsstätte von insgesamt fünf Super Bowls: Super Bowl XVIII (1984), Super Bowl XXV (1991), Super Bowl XXXV (2001), Super Bowl XLIII (2009) und Super Bowl LV (2021). Die ersten beiden Endspiele wurden im alten Tampa Stadium, die anderen im Raymond James Stadium ausgetragen. 2021 schafften es die Buccaneers als erstes Team in der Geschichte des Super Bowls im eigenen Stadion im Endspiel der NFL zu stehen, welches sie dann am Ende gegen die Kansas City Chiefs mit 31:9 gewinnen konnten. Ebenfalls 2021 gewannen die Tampa Bay Lightning zum dritten Mal und zum zweiten Mal in Folge den Stanley Cup, so dass mit Tampa nach Detroit 1952 erst zum zweiten Mal der NHL- und der NFL-Champion einer Saison aus derselben Stadt stammen.
Das George M. Steinbrenner Field wird von den New York Yankees zum Spring Training sowie von den Tampa Yankees (Minor League Baseball) genutzt.
Fußball wurde auf Profiebene von den Tampa Bay Rowdies seit 1975 im Tampa Stadium in der North American Soccer League (NASL) gespielt. Der Verein war im Jahr 1975 der erste in Tampa, der mit dem Soccer Bowl einen Meistertitel im Profisport gewann. Nach der Auflösung der Liga 1984 spielte der Verein in mehreren anderen Ligen, bevor der Spielbetrieb 1993 schließlich eingestellt wurde. Die Tampa Bay Mutiny spielten von 1996 bis 2001 in der erstklassigen Major League Soccer (MLS). Von 1996 bis 1998 trugen sie ihre Heimspiele im Tampa Stadium aus, 1999 erfolgte der Wechsel in das Raymond James Stadium. 2010 wurde ein neues Team namens Tampa Bay Rowdies ins Leben gerufen, das seinen Namen wegen Lizenzierungsproblemen jedoch vorübergehend in FC Tampa Bay umbenennen musste. Nachdem sie im ersten Jahr auf dem George M. Steinbrenner Field spielten, zogen sie 2011, mit der Gründung der neuen zweitklassigen North American Soccer League auf das Al Lang Field in Saint Petersburg um.
Tampa ist zudem eine Hochburg des Wrestling-Sports. Viele aktive Wrestler haben in der Gegend ihren Wohnsitz. Dabei ist Tampa der Sitz der Labels NXT Wrestling des Medienunternehmens World Wrestling Entertainment.
Bereits 1993 wurde in Tampa der Skatepark Of Tampa eröffnet – alljährlich finden dort weltweit beachtete Skateboard-Events statt.

### Regelmäßige Veranstaltungen
- Gasparilla Pirate Festival
- India International Film Festival (IIFF) of Tampa Bay
- Outback Bowl
- GaYbor Days in Ybor City
- Tampa International Gay and Lesbian Film Festival
- Sunset Music Festival

## Wirtschaft und Infrastruktur
Die Metropolregion von Tampa-St. Petersburg erbrachte 2016 ein Bruttoinlandsprodukt von 142,6 Milliarden US-Dollar und belegte damit Platz 24 unter den Großräumen der USA. Die Arbeitslosenrate in der Metropolregion betrug 3,3 Prozent und liegt damit unter dem amerikanischen Durchschnitt von 3,8 Prozent (Stand: Mai 2018). Das persönliche Pro-Kopf Einkommen liegt 2016 bei 43.807 US-Dollar, womit Tampa ein unterdurchschnittliches Einkommensniveau besitzt.
Die wichtigsten Wirtschaftszweige der Stadt sind Dienstleistungen, Einzelhandel, Finanzen, Versicherer, Schiffbau, die Äußere Sicherheit, der Profisport und der Tourismus.
Unter anderem hat das Schatzsucherunternehmen Odyssey Marine Exploration seinen Sitz in Tampa. Außerdem befindet sich hier die Serverfarm von Wikimedia.

### Verkehr

#### Straßen

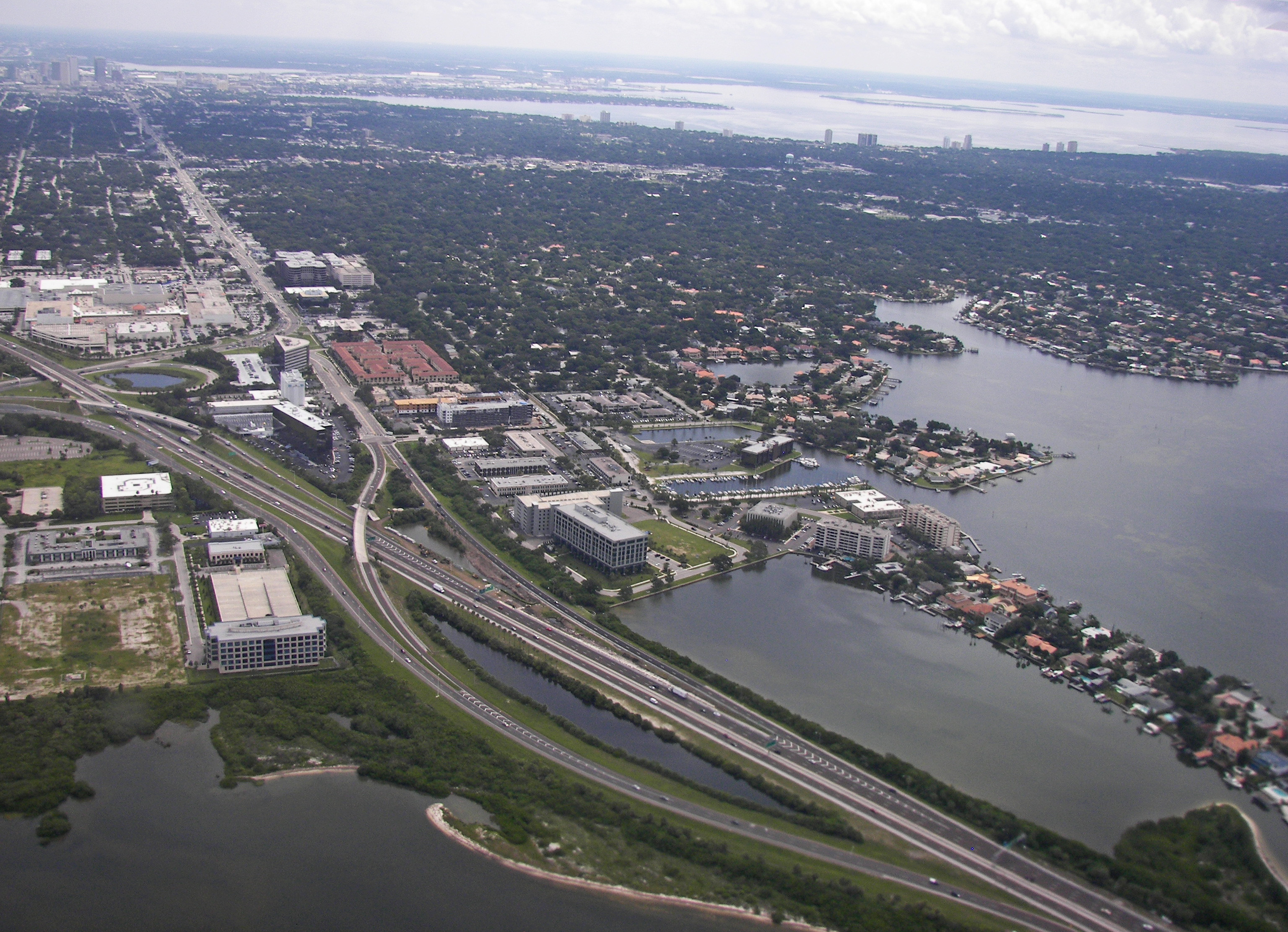
Östl. Ende der H. Frankland Bridge

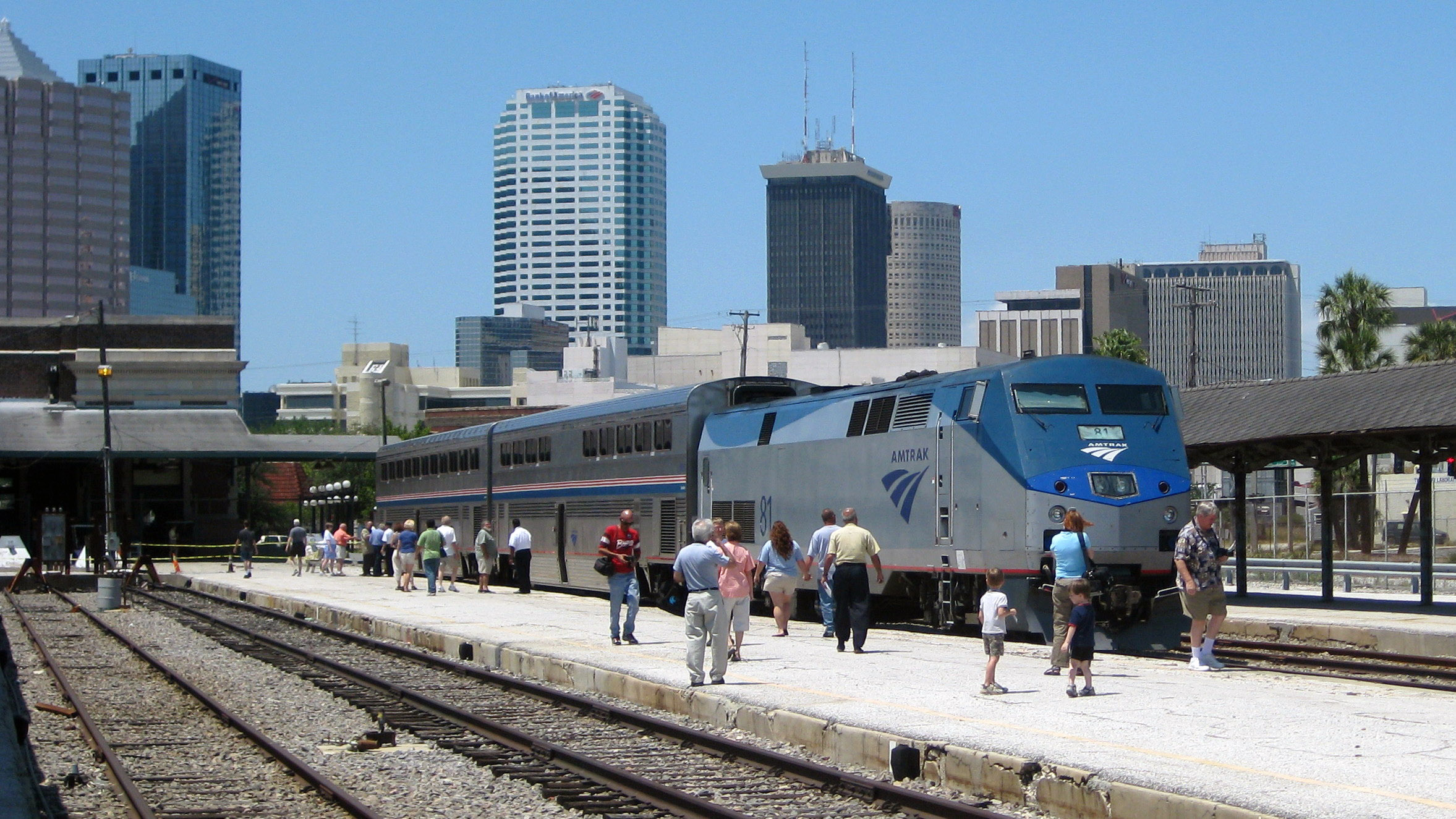
Tampa Union Station

Die bekannteste Straße in Tampa ist der 7,2 km lange Bayshore Boulevard, der am Ufer der Hillsborough Bay entlangführt. Von dem zwischen Straße und Ufer verlaufenden Gehweg heißt es, er sei der längste durchgehende Gehweg der Welt.
Drei verschiedene Brücken verbinden Tampa mit dem Pinellas County auf der anderen Seite der Tampa Bay: Die Howard Frankland Bridge (I-275), die Gandy Bridge (U.S. 92) und der Courtney Campbell Causeway (SR 60). Durch das Stadtgebiet führen als Schnellstraßen zum einen die Interstates 4, 75 und 275 sowie zum anderen der Veterans Expressway (SR 589) und der Lee Roy Selmon Expressway (SR 618). Außerdem führen die U.S. Highways 41 und 92 sowie die Florida State Roads 60, 573, 574, 580, 582, 583, 600 und 685 durch die Stadt.

#### Bahnverkehr
Der heutige Bahnhof Union Station wurde 1912 eröffnet. Der Bahnhof befindet sich zwischen dem Channel District und Ybor City und wird heute von Amtrak bedient. Der Silver Star verkehrt mit einem Zugpaar täglich südwärts nach Miami sowie nordwärts nach New York City. Zudem bietet Amtrak mit einem eigenen, Thruway Motorcoach genannten Fernbussystem von der Union Station aus Anschlüsse zu verschiedenen Städten im Südwesten Floridas sowie nach Orlando, wo man Anschluss an den Silver Meteor erhält.
Seit Oktober 2002 verkehrt mit dem TECO Line Streetcar System wieder eine Straßenbahn durch Tampa. Die gut 4 km lange Strecke mit elf Stationen verbindet Ybor City mit dem Channel District, dem Tampa Convention Center und Downtown Tampa. Die Bahn kann kostenfrei benutzt werden.
Im Jahr 2011 hätte der Bau einer Hochgeschwindigkeitstrasse von Tampa über Orlando nach Miami beginnen sollen. Die Strecke sollte nach dem Prinzip der Verkehrswegebündelung entlang des bestehenden Fernstraßennetzes mit einer vorgesehenen Geschwindigkeit von 270 bis 300 km/h befahren werden. Die Pläne wurden von Gouverneur Rick Scott im März 2011 jedoch gestoppt.

#### Flughäfen

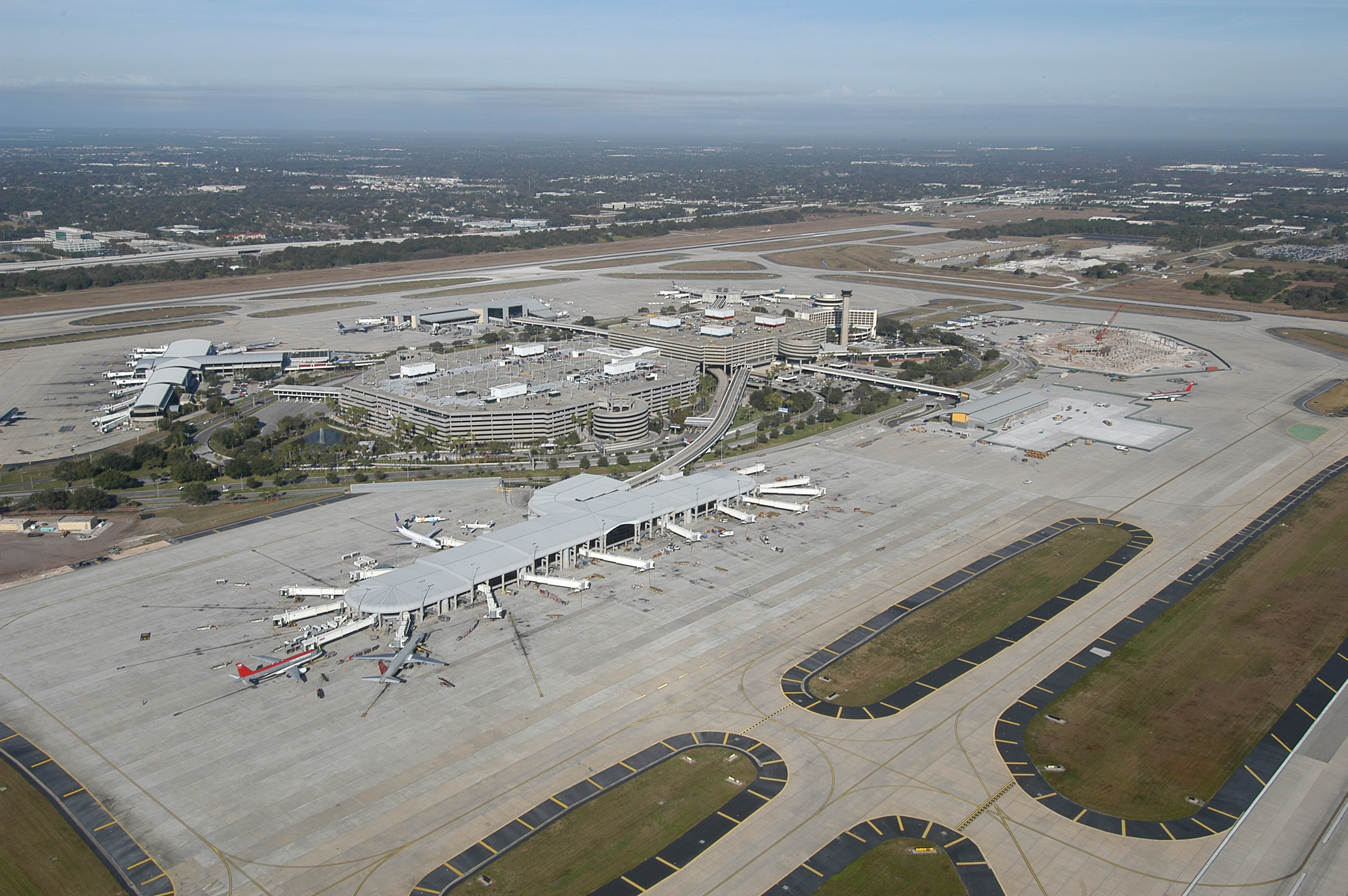
Tampa International Airport

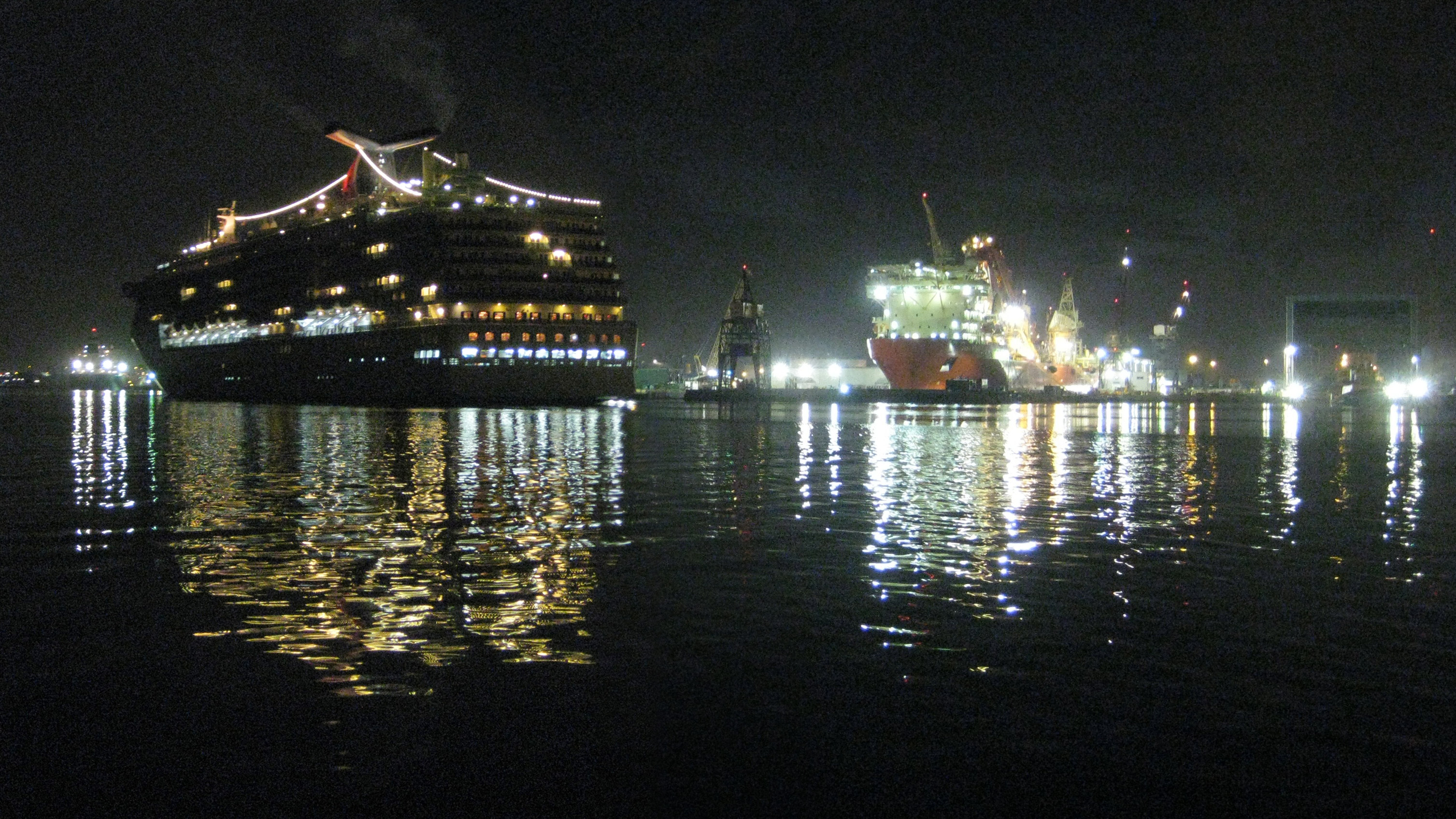
Hafen von Tampa bei Nacht

Tampa ist als Geburtsstätte der kommerziellen Luftfahrt von großer Bedeutung. Am 1. Januar 1914, etwa zehn Jahre nach dem ersten Flugversuch der Gebrüder Wright, führte Tony Jannus mit seiner St. Petersburg-Tampa Airboat Line auf der Strecke von Saint Petersburg nach Tampa den ersten kommerziellen Flug weltweit mit einem Flugzeug durch.
Der größte Flughafen der Stadt ist der Tampa International Airport (IATA-Code: TPA, ICAO-Code: KTPA), der dem inländischen und weltweiten Luftverkehr dient. Er befindet sich ganz im Westen der Stadt und wird vom Veterans Expressway tangiert. Ebenfalls im Stadtgebiet befindet sich der kleinere Peter O. Knight Airport (IATA: TPF, ICAO: KTPF) in Davis Islands südlich der Innenstadt. Außerdem gibt es noch den Tampa Executive Airport (IATA: VDF, ICAO: KVDF), der sich östlich der Stadt nahe dem Knotenpunkt der I-75 mit der I-4 befindet. Ein vierter Flughafen im Einzugsbereich der Stadt ist der St. Petersburg-Clearwater International Airport (IATA: PIE, ICAO: KPIE), der sich direkt auf der anderen, westlichen Seite der Tampa Bay nördlich von Saint Petersburg befindet.

#### Seehafen
Da der Hafen in Tampa nicht genügend Tiefe für Hochseeschiffe aufwies und der Bau einer entsprechenden Fahrrinne zu aufwendig war, ließ Henry B. Plant 1885–1888 am Black Point (oder Gadsen Point) den Tiefseehafen Port Tampa errichten.
Im Jahr 1899 erteilte der US-Kongress den Auftrag des Baus einer Fahrrinne mit einer Tiefe von 27 Fuß vom Golf von Mexiko zum Hafen von Tampa. Doch erst 1917 wurde es durch weitere Ausbaumaßnahmen des Hafens selbst möglich, ihn mit Hochseeschiffen anzufahren. Jedes Jahr wird durch das US Army Corps of Engineers eine Menge an Sand aus der Tampa Bay ausgehoben, die zehn Mal das Raymond James Stadium füllen könnte.
Heute ist der Hafen der größte Umschlaghafen Floridas und einer der wichtigsten der USA. Etwa zwei Drittel der 37 Millionen Tonnen umgeschlagenen Fracht des Jahres 2009 bestand aus den Rohstoffen Erdöl und Phosphat.
Auch für die Kreuzfahrt ist der Hafen von Bedeutung. Er ist der Heimathafen der MS Carnival Inspiration und der MS Carnival Legend der Carnival Cruise Lines. Zeitweise überwintern hier auch mehrere andere Kreuzfahrtschiffe.

### Medien
Die größten erscheinenden Tageszeitungen sind die Tampa Tribune und die Tampa Bay Times. Außerdem gibt es das dreisprachige Blatt La Gaceta, das auf Englisch, Spanisch und Italienisch gedruckt wird. Daneben gibt es noch eine Reihe kleinerer Zeitungen, dazu zählen Florida Sentinel Bulletin, Creative Loafing, Reax Music Magazine, Tampa Bay Times, The Oracle, Tampa Bay Business Journal und MacDill Thunderbolt. Fernsehprogramme sind WFTS 28 (ABC), WTSP 10 (CBS), WFLA 8 (NBC), WTVT 13 (Fox), WTOG 44 (The CW), WTTA 38 (MyNetworkTV) und WVEA 62 (Univision).

### Öffentliche Einrichtungen

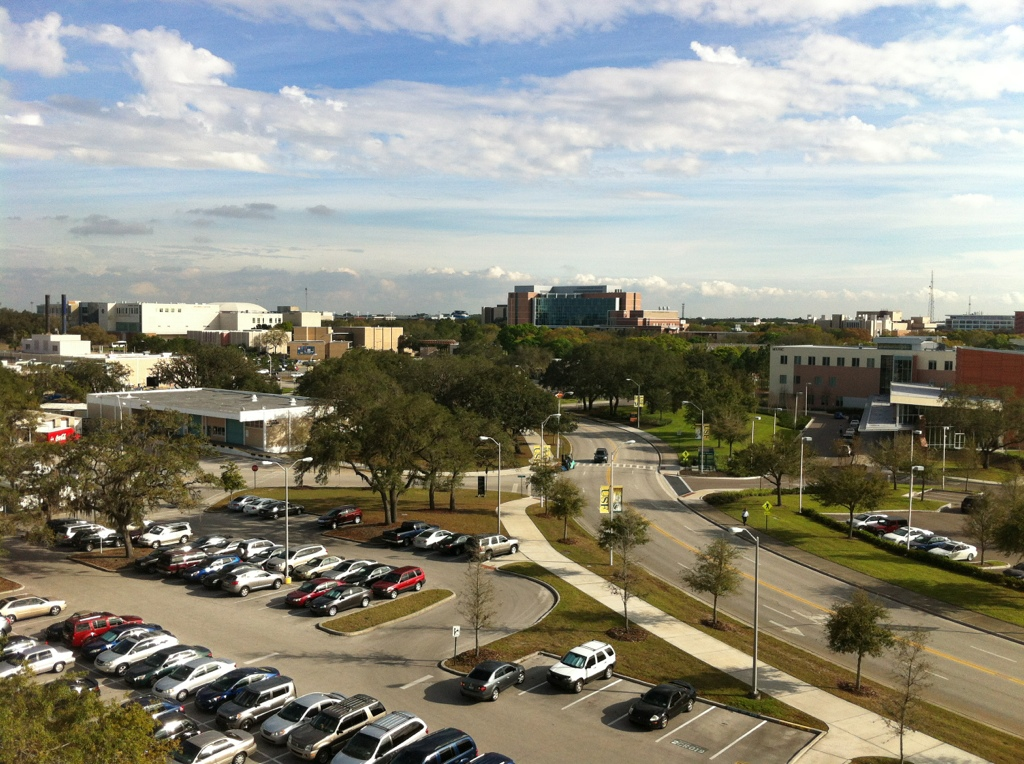
University of South Florida

Die größten Krankenhäuser in Tampa sind das Tampa General Hospital, das St. Joseph’s Children’s & Women’s Hospital, das James A. Haley Veterans Hospital, das H. Lee Moffitt Cancer Center & Research Institute, das The Pepin Heart Institute und das Shriners Hospitals for Children.

### Bildung
In Tampa befindet sich die University of South Florida und die University of Tampa. Daneben gibt es noch zahlreiche weitere Hochschulen und allgemeinbildende Schulen.

## Kriminalität
Die Kriminalitätsrate lag im Jahr 2010 mit 322 Punkten (US-Durchschnitt: 266 Punkte) im durchschnittlichen Bereich. Es gab 27 Morde, 47 Vergewaltigungen, 684 Raubüberfälle, 1412 Körperverletzungen, 3131 Einbrüche, 7484 Diebstähle, 838 Autodiebstähle und 107 Brandstiftungen.

## Persönlichkeiten
Bekannte Persönlichkeiten aus Tampa sind der Pilot Joseph Kittinger, der Jazz-Kornettist Nat Adderley, dessen Bruder, der Altsaxophonist Julien „Cannonball“ Adderley, der Musiker Hughie Thomasson, der Wrestler Edward Leslie, der Schauspieler Robert Gant sowie die Schauspielerinnen Brittany Snow und Sarah Paulson.